# Копальня Рота
Копальня Рота – колишній гірничодобувний майданчик у Мікронезії на острові Рота (Маріанські острови).
За наслідками Першої світової війни північна частина Маріанського архіпелагу опинилась під владою Японії. В середині 1930-х японці почали приділяти все більше уваги політиці самозабезпечення, що, зокрема, змусило звернути увагу на фосфорити Роти і в 1937 році з цього острова відправили першу партію продукції.
Розробка велась відкритим способом з численних неглибоких – переважно до 3 метрів – шурфів. Родовище знаходилось на плато Сабана, що височіє над Ротою, звідки вилучені фосфорити за допомогою канатної дороги спускали до переробної фабрики. Після проходження сушки продукцію вивозили морським шляхом.
Хоча влітку 1944-го році союзники в цілому оволоділи Маріанськими островами, проте на Роті японський гарнізон залишався до самої капітуляції. Як наслідок, американські бомбардувальники, що літали з Гуаму на бомбардування Японії, скидали невикористані з якихось причин бомби саме на переробну фабрику фосфоритової копальні.
Якща в 1937-му з Роти вивезли 10 тисяч тонн фосфоритів, то вже наступного року цей показник зріс до 50 тисяч тонн, а в 1940-му досягнув піку на рівні 52 тисячі тонн. В 1941-му він скоротився до 19 тисяч тонн, але наступного року склав 40 тисяч тонн (на тлі вступу до Другої світової війни та припинення міжнародної торгівлі Японія активізувала розробку внутрішніх ресурсів). Втім, вже в 1943-му видобуток знову обвалився до 18 тисяч тонн, а за 1944 рік з острова вивезли лише 4 тисячі тонн фосфоритів. Всього ж за період з 1937 по 1944 роки накопичений показник досягнув 236 тисяч тонн.